# Huatacalca
Huatacalca es una localidad del municipio de Nacajuca ubicado en la subregión centro del estado mexicano de Tabasco.

## Geografía
La localidad de Huatacalca se sitúa en las coordenadas geográficas 18°06′31″N 92°55′03″O / 18.108611, -92.917500, a una elevación de 6 metros sobre el nivel del mar.

## Demografía
Según el Conteo de Población y Vivienda 2020, efectuado por el Instituto Nacional de Estadística y Geografía, la localidad de Huatacalca tiene 148 habitantes, de los cuales 75 son del sexo masculino y 73 del sexo femenino. Su tasa de fecundidad es de 2.21 hijos por mujer y tiene 33 viviendas particulares habitadas.
| Gráfica de evolución demográfica de Huatacalca entre 1990 y 2020 |
|                                                                  |
| INEGI.                                                           |